# 유엔 개발 계획
유엔개발계획(영어: United Nations Development Programme, UNDP)은 세계의 개발과 그에 대한 원조를 위한 유엔 총회(UNGA)의 하부 조직이다. 1955년에 설립되었고, 미국 뉴욕에 본부를 둔 유엔 산하 기관이다. UNDP의 임무는 개발도상국, 특히 최빈국에 기술자문, 훈련, 장비를 제공하는 것이다. 세계 177개 곳에 상설 주재소가 있다.
유엔 개발 계획의 전 사무국장은 유엔 사무총장의 비서실장이었던 마크 맬럭 브라운이다. 유엔개발계획 사무총장의 직위는 유엔 사무총장, 사무차장에 이어 유엔 내 모든 직책 중 서열 3위이다.
유엔 개발 계획의 전신은 기술지원 확대 프로그램과 유엔 특별 기금으로 1955년에 유엔 개발 계획으로 통합되었다. 인간 개발 보고서는 인간 개발 지수(Human Development Index) 를 기반으로 유엔 개발 계획(United Nations Development Programme)에서 매년 발행한다. UNDP는 또한 지구 환경시설의 많은 시행 기관 중 하나이다.

## 개요
개발도상국의 경제, 사회적 발전을 위한 프로젝트를 만들거나 관리하는 일을 주로 한다. 그 중에는 자금이나 기술원조를 주기 위한 조사도 포함된다. 소득 향상이나 건강 개선, 또는 민주적인 정치, 환경 문제와 에너지 등, 모든 개발에 관한 프로젝트가 다루어진다. 실제, 프로젝트 실시는 다른 많은 조직이나 단체, 기관등과의 제휴로 행해진다.
유엔개발계획의 활동에 밀접하게 관련되어 있는 유엔 3개 단체도 UNDP에 위탁 관리 되고 있다.
- 유엔 자원봉사 (UNV)
- 유엔 자본 개발기금 (UNCDF)
- 유엔 여성 개발기금 (UNIFEM)

집행 이사회는 36개국으로 구성되며, 3년의 임기에 경제사회이사회에서 선출된다.
2008년을 기준으로 집행 예산은 약 $50억가 지출된다.
1990년 이후, 매년 각국의 개발 진척 상황을 조사한 결과를 정리한 인간개발지수(Human Development Index, HDI)를 포함한 인간개발보고서(HDR)가 발간되고 있다.

## 의무
- 회원국이 국가 발전을 촉진할 수 있도록 자금을 제공한다.
- 개발도상국이 천연자원을 더 잘 활용하고, 생산성을 개발하고, 국민의 생활수준을 개선하고, 이들 국가가 세계경제에 기여할 수 있도록 돕는다.

## 같이 보기
- 인간 개발 보고서
- ECOSOC